# Poder Judicial de Venezuela

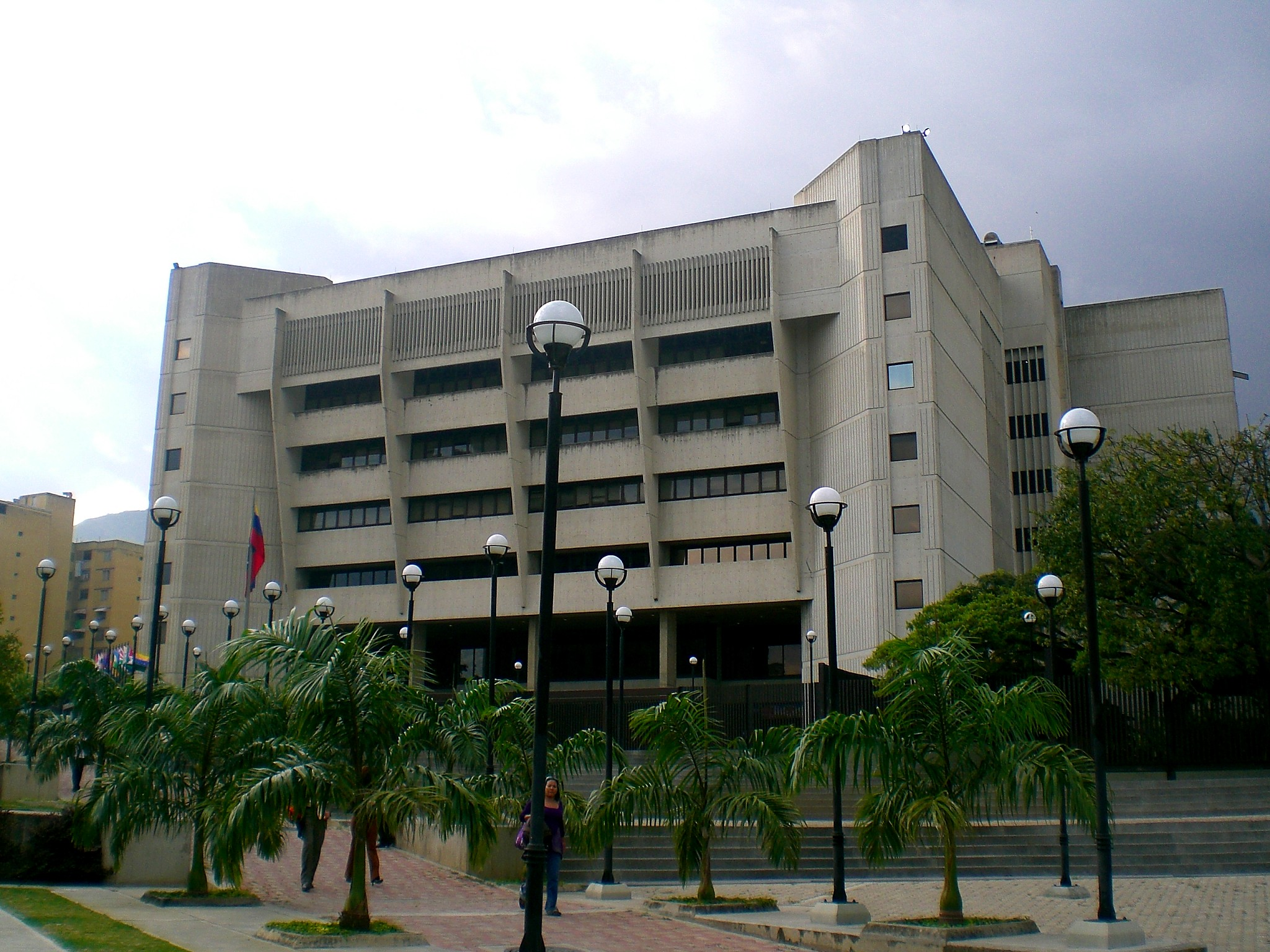
Palacio del Tribunal Supremo de Justicia de Venezuela.

El Poder Judicial de Venezuela  es ejercido por el Tribunal Supremo de Justicia y otros, que se subdividen en Cortes de Apelaciones, Tribunales Superiores entre otros; esto se fundamenta en la Constitución de la República y en la Ley Orgánica del Tribunal Supremo de Justicia.

## Tribunal Supremo de Justicia
El Tribunal Supremo de Justicia está conformado por seis salas, cada una de ellas conformada por 3 magistrados, con la excepción de la Sala Constitucional, que se encuentra conformada por 5 magistrados. Las salas son: Sala de Casación Civil, Sala de Casación Penal, Sala de Casación Social, Sala Político-Administrativa, Sala Electoral y Sala Constitucional. Cuando se reúnen los 20 magistrados, se conforma la Sala Plena.
El Tribunal Supremo de Justicia  , es el máximo tribunal de Venezuela. Está formado por 20 magistrados. El magistrado presidente será un miembro de la Junta Directiva, que estará conformado por el Presidente de cada una de las Salas. Sus miembros son elegidos por la Asamblea Nacional por un periodo de 12 años, sin derecho a reelección, el actual presidente del TSJ es el Dra Gladys María Gutierrez Alvarado. 

## Corte de apelaciones y Tribunales Superiores
Las Cortes de Apelaciones y Tribunales Superiores son los tribunales de máxima jerarquía en el Poder Judicial venezolano, solo con excepción del Tribunal Supremo de Justicia. Las Cortes de Apelaciones se encuentran únicamente en materia penal, mientras que los Tribunales Superiores se encuentran en el resto de las ramas del derecho, aunque éstos, esencialmente, cumplen la misma función. Estos tribunales están distribuidos en todo el país y asignados a ciertas zonas geográficas denominadas circunscripciones judiciales. En la actualidad, existen 24 circunscripciones judiciales, cada una de las cuales usualmeente abarca el territorio de un Estado, aunque en algunos casos, un municipio de un estado puede formar parte de la Circusncripción Judicial de otro estado limítrofe, cuando se encuentra muy alejado de la capital de su propio estado y cercano a la capital de otro estado. Por ejemplo el Juzgado de Municipio Ordinario y Ejecutor de Medidas del Municipio Independencia del Estado Anzoátegui, forma parte de la Circunscripción Judicial del Estado Bolívar.
Las Cortes de Apelaciones y los Tribunales Superiores se encargan de conocer todos aquellos recursos establecidos en las diferentes leyes venezolanas, con la sola excepción del recurso de casación, el cual es competencia exclusiva del Tribunal Supremo de Justicia. Estos tribunales corrigen a los tribunales de primera instancia, o su inmediato inferior, ratifica sus decisiones o las anula, los insta y les ordena a cumplir o hacer cumplir ciertas reglas, al igual que conocen y deciden acerca de las inhibiciones, recusaciones, revisiones y amparos constitucionales presentados por las partes en el proceso como tal.

## Tribunales de Primera Instancia
Se dividen en lo civil, mercantil, del trabajo, penal, laborales, etc. También pueden acumular varias de estas jurisdicciones, inclusive las especiales, como ocurre en algunos estados, por la escasa densidad de población u otra circunstancias.

## Juzgados de Municipio
Los Juzgados de Municipio funcionan en cada Municipio y tiene una competencia determinada en la Ley. Los hay en Materia Civil y Penal.

## Cuerpo de Alguacilazgo
El servicio de alguacilazgo, que es una figura innovadora, que introduce el Código Orgánico Penal en su Artículo 511, que tiene como atribuciones la recepción de la correspondencia, el transporte y distribución interna y externa de los documentos, la custodia de privados de libertad dentro de la sede, el mantenimiento del orden de las salas de audiencia y de las edificaciones, la práctica de las citaciones y notificaciones, y la ejecución de las órdenes del tribunal y las demás normas o lineamientos que se establezcan el Código Orgánico Procesal Penal, las leyes y el Reglamento Interno de los Circuitos Judiciales Penales.
El "Alguacil", conjuntamente con el Juez y el Secretario, constituye válidamente el tribunal. Por eso que es obligatoria la presencia de un alguacil en todas las audiencias orales que se celebren durante el proceso, ya que carecería de validez la misma en caso contrario .
Los Alguaciles y demás funcionarios judiciales en Materia penal son postulados/propuestos a los cargos por el Juez Presidente de Cada circunscripción Judicial tal como lo establece el art. 508 de la Ley Orgánica del Poder judicial.

### Juzgados de Paz
En cada entidad LOCAL territorial se elegirá, por iniciativa popular, un Juez o Jueza de Paz Comunal, considerando una base poblacional entre cuatro mil y seis mil habitantes, conforme al proceso electoral previsto en la Ley Orgánica de la Jurisdicción Especial de la Justicia de Paz Comunal. En las Comunas se elegirán tantos Jueces o Juezas de Paz Comunal, como resulte de la aplicación de la base poblacional establecida con anterioridad (4.000 a 6.000 habitantes)
Entendiendo así que estos Juzgados podrán existir a Nivel Nacional en todas y cada una de las comunidades atendiendo los requerimientos establecidos en la Ley que rige esos Juzgados, formando parte del sistema de Justicia pero sin ser parte del Poder Judicial. Hasta la fecha 15 de enero de 2015; no existe ningún Juez de Paz en Venezuela, esperando por las elecciones de los mismos o por su nombramiento provisorio por el TSJ.

## La Corte Marcial
La Corte Marcial funcionará en la Capital de la República, tendrá jurisdicción sobre todo el territorio nacional y deberá estar compuesta de cinco miembros principales y diez suplentes, los que durarán en sus funciones por todo el tiempo del período constitucional.

## Dirección Ejecutiva de la Magistratura
La Dirección Ejecutiva de la Magistratura es el órgano encargado de la administración del Poder Judicial.

## Jurisdicción de cortes internacionales en Venezuela
La Ex Magistrada Presidente del Tribunal Supremo de Justicia Luisa Estella Morales aseguró que la Constitución de Venezuela de 1999 está "por encima" de tratados internacionales ratificados, y por tanto órdenes basadas en la aplicación de los mismos, provenientes de tribunales internacionales, "no son vinculantes" en Venezuela, aunque la Constitución en su artículo 23 reza: 

Los tratados, pactos y convenciones relativos a derechos humanos, suscritos y ratificados por Venezuela, tienen jerarquía constitucional y prevalecen en el orden interno, en la medida en que contengan normas sobre su goce y ejercicio más favorables a las establecidas por esta Constitución y en las leyes de la República, y son de aplicación inmediata y directa por los tribunales y demás órganos del Poder Público.

## Actualidad
En 2021, la Misión Internacional Independiente de determinación de los hechos sobre Venezuela declaró que para entonces el sistema judicial venezolano desempeñaba un papel preponderante en la represión del Estado contra los opositores al gobierno.